# Прицкер (награда)
Прицкер (на английски: Pritzker) е годишна архитектурна награда, връчвана от фондация „Hyatt“. Присъжда се на действащи архитекти, чиито работи демонстрират притежанието на качества като талант, широк кръгозор и отговорност. Архитекти, които имат значителни постижения в изграждането на естетическа заобикаляща ни среда посредством изкуството на архитектурата и в съгласие с принципите за хуманност. Наградата е основана от Джей А. Прицкер и съпругата му Синди и се финансира от фамилията Прицкер. Смятана е за един от най-престижните световни призове за архитектура. Често е определяна като еквивалент на Нобелова награда в архитектурата, а също може да бъде сравнена и с филмовите награди „Оскар“. Призът се присъжда независимо от националност, раса, вероизповедание или идеология. Лауреатите получават почетна грамота и парична сума в размер на $100 000 долара. До 1987 г. ограничен тираж от пластика на Хенри Мур се връчва заедно с наградата. След тази година се изработва бронзов медальон, който замества пластиката. На гърба му на латински е изписано: firmitas, utilitas, venustas (на български: устойчивост, утилитарност, наслада). Надписът е вдъхновен от римския архитект от античността – Витрувий.
Изпълняващият длъжността изпълнителен директор на наградата всяка година отправя молба за издигане на номинации към хора от академичните среди, критици и експерти с интереси в сферата на архитектурата. Поканват се да направят номинации и носителите на приза. Всеки лицензиран архитект също може да изпрати персонално предложение преди 1 ноември всяка година. Журито се състои от между 5 и 9 членове, всеки един е експерт и признат професионалист в своята област – архитектура, образование, култура, бизнес и издателска дейност. Дебатирането се извършва в началото на годината върху получените номинации от предходната година. През пролетта се обявяват резултатите.
Заха Хадид (2004), Кадзуо Седжима (2010), Ивон Фарел (2020), Шели Макнамара (2020) и Ан Лакатон (2021) са жените, печелили наградата. Най-младият лауреат е французинът Кристиан де Портзампарк, 50-годишен в годината на награждаването му.

## Лауреати[4]
| Година | Лауреат                                                      | Националност        | Примерна творба (година на реализация) | Примерна творба (година на реализация)                               | Място на церемонията                                      |
| ------ | ------------------------------------------------------------ | ------------------- | -------------------------------------- | -------------------------------------------------------------------- | --------------------------------------------------------- |
| 1979   | Филип Джонсън                                                | САЩ                 |                                        | Стъклената къща (1949)                                               | Дъмбартън Оукс                                            |
| 1980   | Луис Бараган                                                 | Мексико             |                                        | Torres de Satélite (1957)                                            | Дъмбартън Оукс                                            |
| 1981   | Сър Джеймс Стърлинг                                          | Великобритания      |                                        | Seeley Historical Library (1968)                                     | Строителен музей, Вашингтон                               |
| 1982   | Кевин Рош                                                    | САЩ                 |                                        | Сграда на Рицарите на Колумб, Ню Хейвън (1969)                       | Институт за изкуства, Чикаго                              |
| 1983   | Йау Минг Пей                                                 | САЩ                 |                                        | Източно крило на Националната художествена галерия, Вашингтон (1978) | Метрополитън музей, Ню Йорк                               |
| 1984   | Ричард Майер                                                 | САЩ                 |                                        | Висш музей за изкуство, Атланта (1983)                               | Национална художествена галерия, Вашингтон                |
| 1985   | Ханс Холайн                                                  | Австрия             |                                        | Абтайберг Мусеум, Мьонхенгладбах (1982)                              | Библиотека Хънтингтън                                     |
| 1986   | Готфрид Бьом                                                 | Германия            |                                        | Църква „Възкресение Христово“, Кьолн (1968)                          | Worshipful Company of Goldsmiths                          |
| 1987   | Кензо Танге                                                  | Япония              |                                        | Катедрала „Непорочно зачатие на света Богородица“, Токио (1964)      | Музей за изобразително изкуство „Кимбъл“                  |
| 1988   | Гордън Бъншафт                                               | САЩ                 |                                        | Библиотека Бейнике за редки книги и ръкописи (1963)                  | Art Institute of Chicago                                  |
| 1988   | Оскар Нимайер                                                | Бразилия            |                                        | Катедрала на Бразилия, Бразилия (1958)                               | Art Institute of Chicago                                  |
| 1989   | Франк Гери                                                   | Канада САЩ          |                                        | Концертна зала „Уолт Дисни“, Лос Анджелис (1999 – 2003)              | Tōdai-ji                                                  |
| 1990   | Алдо Роси                                                    | Италия              |                                        | Бонефантен Мусеум (1990)                                             | Палацо Граси, Венеция                                     |
| 1991   | Робърт Вентури                                               | САЩ                 |                                        | Национална галерия в Лондон, крило „Сейнсбъри“ (1991)                | Palacio de Iturbide, Мексико                              |
| 1992   | Алваро Сиза                                                  | Португалия          |                                        | Pavilion of Portugal in Expo'98 (1998)                               | Библиотека „Харолд Уошингтън“                             |
| 1993   | Фумихико Маки                                                | Япония              |                                        | Tokyo Metropolitan Gymnasium (1991)                                  | Пражки град                                               |
| 1994   | Кристиан де Портзампарк                                      | Франция             |                                        | Посолство на Франция в Берлин (2003)                                 | The Commons, Кълъмбъс, Индиана                            |
| 1995   | Тадао Андо                                                   | Япония              |                                        | Nagaragawa Convention Center (1995)                                  | Версайски дворец                                          |
| 1996   | Рафаел Монео                                                 | Испания             |                                        | Конгресен център „Курсаал“ в Сан Себастиан (1999)                    | Център „Гети“                                             |
| 1997   | Свере Фен                                                    | Норвегия            |                                        | Норвежки музей на ледниците във Ферланд (1991)                       | Музей Гугенхайм - Билбао                                  |
| 1998   | Ренцо Пиано                                                  | Италия              |                                        | Международно летище Кансай (1994)                                    | Белият дом, Вашингтон                                     |
| 1999   | Сър Норман Фостър                                            | Великобритания      |                                        | Милениъм Бридж, Лондон (2000)                                        | Altes Museum                                              |
| 2000   | Рем Куулхаас                                                 | Холандия            |                                        | Посолство на Нидерландия в Берлин (2003)                             | Йерусалимски археологически парк                          |
| 2001   | Херцог & де Мерон                                            | Швейцария           |                                        | Тейт Модърн (2000)                                                   | Монтичело                                                 |
| 2002   | Глен Мъркът                                                  | Австралия           |                                        | Berowra Waters Inn (1983)                                            | Капитолий, Рим                                            |
| 2003   | Йорн Утсон                                                   | Дания               |                                        | Опера на Сидни (1973)                                                | Кралска академия за изящни изкуства „Сан Фернандо“        |
| 2004   | Заха Хадид                                                   | Ирак Великобритания |                                        | Bridge Pavilion (2008)                                               | Ермитаж, Санкт Петербург                                  |
| 2005   | Том Мейн                                                     | САЩ                 |                                        | San Francisco Federal Building (2007)                                | Pritzker Pavilion, Millennium Park                        |
| 2006   | Паулу Мендес да Роша                                         | Бразилия            |                                        | Saint Peter Chapel, Campos do Jordão, São Paulo (1987)               | Дворец Долмабахче, Истанбул                               |
| 2007   | Сър Ричард Роджърс                                           | Великобритания      |                                        | Седалище на „Лойд“ в Лондон (1986)                                   | Банкетна къща, Уайтхол                                    |
| 2008   | Жан Нувел                                                    | Франция             |                                        | Торе Агбар (2005)                                                    | Библиотека на Конгреса, Вашингтон                         |
| 2009   | Петер Зумтор                                                 | Швейцария           |                                        | Спа комплекс Therme Vals, Валс, Швейцария (1996)                     | Дворец на Законодателното събрание на Буенос Айрес        |
| 2010   | Кадзуо Седжима и Рюе Нишидзава                               | Япония              |                                        | Музей за съвременно изкуство в Каназава (2003)                       | Остров Елис, Ню Йорк                                      |
| 2011   | Едуарду Соуто де Моура                                       | Португалия          |                                        | Общински стадион в Брага                                             | Аудиториум „Андрю У. Мелон“, Вашингтон                    |
| 2012   | Уонг Шу                                                      | Китай               |                                        | Музей на Нинбо, Нинбо                                                | Пекин                                                     |
| 2013   | Тойо Ито                                                     | Япония              |                                        | Sendai Mediatheque, (2001)                                           | Президентска библиотека и музей „Джон. Ф. Кенеди“, Бостън |
| 2014   | Шигеру Бан                                                   | Япония              |                                        | Център „Жорж Помпиду“ в Мец (2010)                                   | Държавен музей (Амстердам), Амстердам                     |
| 2015   | Фрай Ото                                                     | Германия            |                                        | Олимпийски стадион (Мюнхен) (1972)                                   | New World Center, Маями                                   |
| 2016   | Алехандро Аравена                                            | Чили                |                                        | Сиамските кули, Папски католически университет на Чили               | Седалище на ООН, Ню Йорк                                  |
| 2017   | Рафаел Аранда, Карме Пигем & Рамон Вилалта (RCR Arquitectes) | Испания             |                                        | Библиотека „Свети Антоний“, Барселона (2008)                         | Дворец „Акасака“, Токио                                   |
| 2018   | Балкришна Доши                                               | Индия               |                                        | Индийски институт по мениджмънт в Бенгалуру (1977 – 1992)            | Музей „Ага Хан“, Торонто                                  |
| 2019   | Арата Исодзаки                                               | Япония              |                                        | Небостъргач „Мито“ в Мито (1990)                                     | Версайски дворец                                          |
| 2020   | Ивон Фарел и Шели Макнамара                                  | Ирландия            |                                        | Корпус „Графтън“ на Университет Бокони (2007)                        | онлайн                                                    |
| 2021   | Ан Лакатон и Жан-Филип Васал                                 | Франция             |                                        | Небостъргач „Bois le Prêtre“, социални жилища (2005)                 |                                                           |